# Ананьев (село)
Ана́ньев (укр. Ана́ньїв) — село, относится к Подольскому району Одесской области Украины.
Население по переписи 2001 года составляло 4786 человек. Почтовый индекс — 66421. Телефонный код — 4863. Занимает площадь 11,2 км². Код КОАТУУ — 5120210100.

## Местный совет
66422, Одесская обл., Подольский р-н, с. Ананьев